# 广西外国语学院
广西外国语学院，简称广西外院，是中华人民共和国的一所全日制本科民办普通高等学校，位于广西壮族自治区南宁市青秀区。

## 大事记
- 2004年6月，广西东方外语职业学院成立。
- 2011年4月，升格为广西外国语学院[1]。

## 事件
2023年8月14日，网络上出现了将广西外国语学院缅甸语专业和缅甸电信诈骗恶意关联的帖子和短视频，主要内容为：“高考生被广西外国语学院录取，亲戚朋友看到专业，有点瑟瑟发抖”“我已经拿到缅甸语的录取通知书了”等。广西外国语学院官方微博发布声明称，相关帖子是将该校的录取通知书中的学生姓名和录取专业P图替换，所述内容均为捏造。此行为严重扰乱了学校招生秩序，对学校的声誉造成了不良影响。